# Monumento Túmulo de Carlos Gomes
O Monumento Túmulo de Carlos Gomes é uma obra do escultor Rodolfo Bernadelli localizada em espaço público na cidade de Campinas, São Paulo, Brasil. O monumento foi inaugurado em 16 de setembro de 1905, quando o corpo de Carlos Gomes foi trazido de volta a sua cidade natal. A pedra fundamental do local foi lançada por Santos Dumont.
O monumento-túmulo é feito em granito e tem a cantora lírica Maria Monteiro na base, representando a cidade de Campinas, e no topo, uma imagem em tamanho real do maestro, como se ele estivesse regendo uma orquestra. O monumento está localizado na praça Antônio Pompeu no Largo do Carmo.

## História

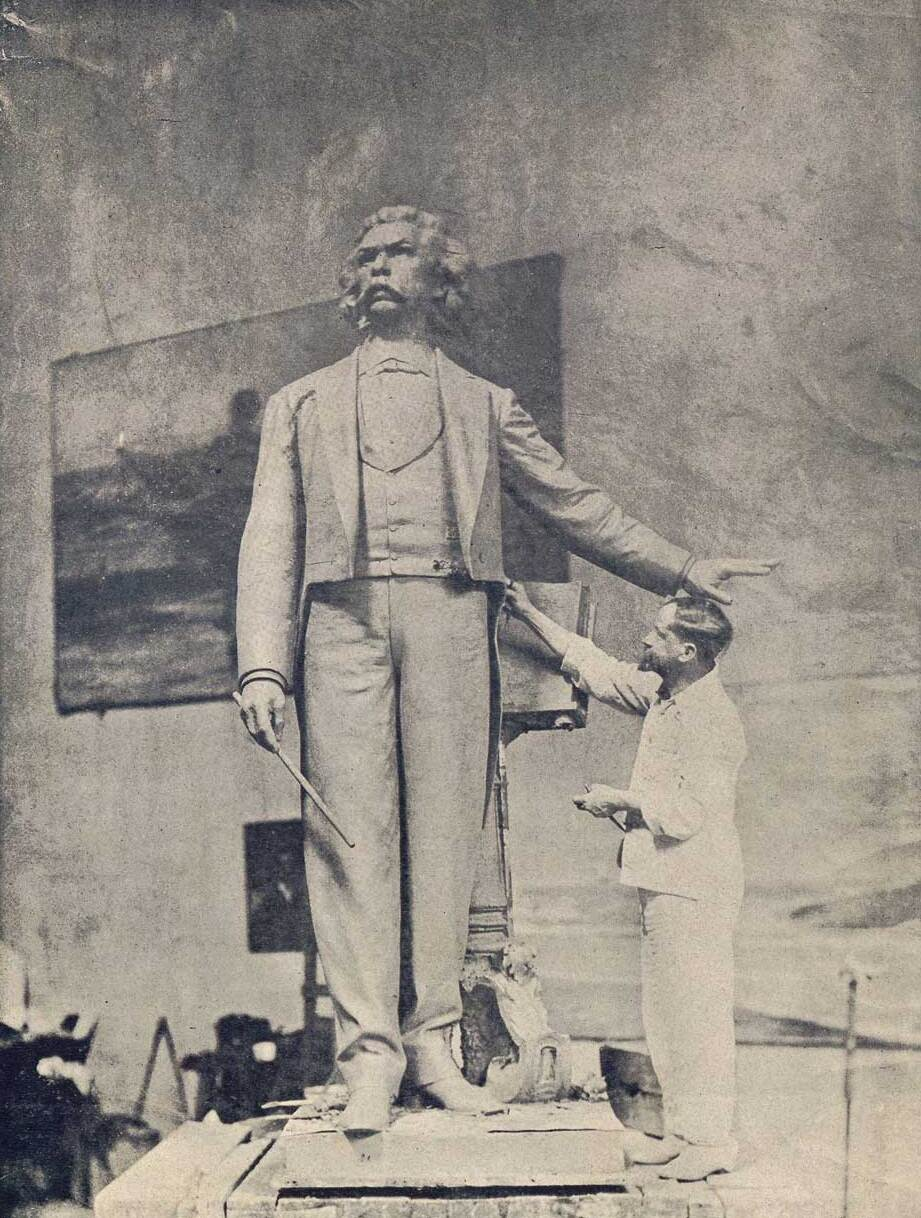
Rodolfo Bernardelli finalizando a estátua de Carlos Gomes em seu atliê.

Carlos Gomes morreu no dia 16 de setembro de 1896 em Belém do Pará e seu enterro foi realizado no dia 24 de outubro de 1896 no mausoléu da família Ferreira Penteado na sua terra natal, a cidade de Campinas.
Foi Alberto Santos Dumont quem colocou a pedra fundamental do monumento-túmulo em homenagem ao maestro e compositor no dia 18 de setembro de 1903, quando veio à cidade a convite de César Bierrenbach. O monumento-túmulo foi encomendado ao escultor Rodolfo Bernardelli, responsável pela criação da obra.
Em 02 de julho de 1905, quase 10 anos após sua morte, foi inaugurado o monumento-túmulo ao grande artista, tornando-se um dos pontos turísticos da cidade.
O monumento-túmulo é feito de granito ostentando em corpo inteiro a estátua em bronze do maestro, que se apresenta em atitude de regente de orquestra. Na base, uma figura de mulher, também em bronze, representa a cidade de Campinas. A cantora lírica Maria Monteiro foi a modelo utilizada para a representação da mulher.

## Vandalismo
O monumento-túmulo foi alvo de diversos atos de vandalismo ao longos dos anos. Porém foi feita uma grande reforma, entregue em 16 de setembro de 2012 pela então secretária de cultura Renata Sunega, que anunciou que havia sido instalado no local um sistema de iluminação especial e câmera de vigilância na praça.
Apesar da reforma, o monumento continuou sendo alvo de depredações. Em março de 2024, as peças em bronze do monumento, como pilares de concreto e brasões, foram furtadas, deixando a estrutura ainda mais descaracterizada. A segurança do local é considerada insuficiente, com uma grade de proteção de apenas um metro de altura, que facilita o acesso aos vândalos.
A situação levou a Prefeitura de Campinas a sugerir a substituição de peças furtadas por materiais sem valor comercial, como forma de desencorajar novos furtos. A proposta está sendo estudada pelo Conselho de Defesa do Patrimônio Cultural de Campinas (Condepacc), e o objetivo é preservar o aspecto histórico dos monumentos sem atrair criminosos.